# جوني ستورم
جوني ستورم (بالإنجليزية: Jonny Storm)‏ هو مصارع هاوي بريطاني، ولد في 19 أبريل 1977 في هارلو في المملكة المتحدة.

## روابط خارجية
- جوني ستورم على موقع WrestlingData.com (الإنجليزية)
- جوني ستورم على موقع CageMatch worker (الإنجليزية)
- جوني ستورم على موقع قاعدة بيانات المصارعة على الإنترنت (الإنجليزية)
- جوني ستورم على موقع عالم المصارعة على الإنترنت (الإنجليزية)